# Gabriele Reinsch
Gabriele (Gabi) Reinsch (Cottbus, 23 september 1963) is een voormalige Duitse atlete, die als discuswerpster uitkwam voor de DDR.

## Biografie
Reinsch begon op veertienjarige leeftijd met atletiek en begon eerst met de onderdelen hoogspringen en kogelstoten (waarin ze in 1981 zelfs vice-Europees jeugdkampioene werd). Vanaf 1982 begon ze met het discuswerpen.
Op 18 juli 1988 vestigde zij een wereldrecord, door de discus 76,80 m ver te werpen. Hiermee verbeterde ze het oude record dat in handen was van de Tsjecho-Slowaakse Zdeňka Šilhavá met meer dan 2,24 m. Dit record staat nog altijd. De Oost-Duitse Martina Hellmann gooide in een officieuze wedstrijd op 6 september 1988 afstanden van 76,92 en 78,14, maar deze werden niet erkend als wereldrecord. Op de Olympische Spelen van 1988 in Seoel vertegenwoordigde ze de DDR bij het discuswerpen. In deze wedstrijd werd ze zevende met een afstand van 67,26.

## Persoonlijk record
| Onderdeel    | Prestatie    | Datum       | Plaats         |
| ------------ | ------------ | ----------- | -------------- |
| discuswerpen | 76,80 m (WR) | 9 juli 1988 | Neubrandenburg |

## Palmares

### kogelstoten
- 1981:  EJK - 17,03 m

### discuswerpen
- 1987:  universiade - 64,12 m
- 1988: 7e OS - 67,26 m
- 1989:  universiade - 65,20 m
- 1990: 4e EK - 66,08 m